# Ninsun

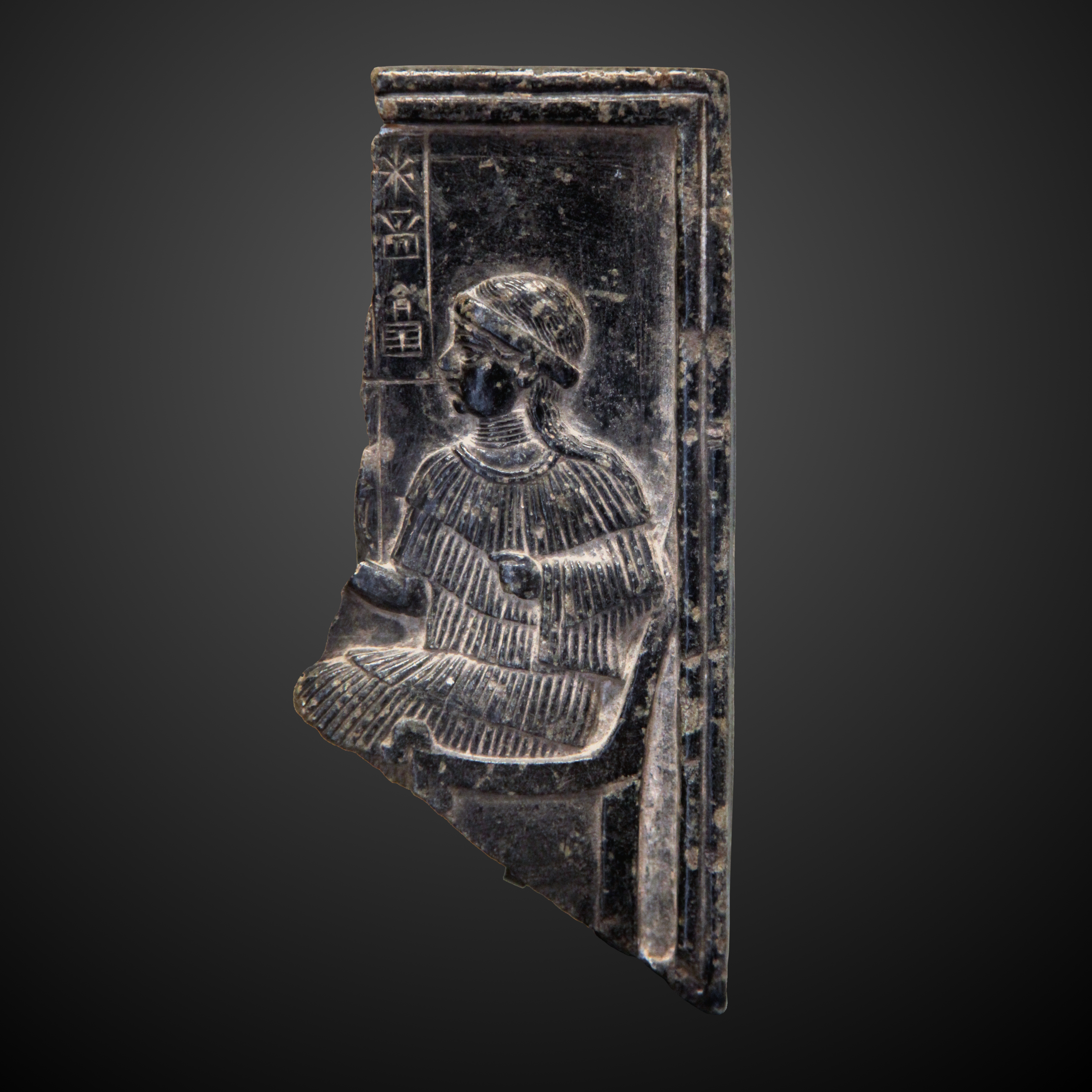

Ninsun var i mesopotamisk mytologi en gudinna som tillbads i Uruk, moder till hjälten Gilgamesh.
Det var Ninsun som gav Gilgamesh hans vishet och hans insikt om sitt övernaturliga öde.